# Faro de Cabo Canet
El faro de Cabo Canet es una señal luminosa de Ayuda a la Navegación marítima (AtoN) situada en la localidad de Canet de Berenguer, en la provincia de Valencia, España, en la desembocadura del río Palancia. Se encuentra a 300 metros de la orilla del mar, antiguamente rodeado de naranjos y hoy de urbanizaciones de segunda residencia. Fue inaugurado en 1902.

## Descripción
Se empezó a planear su construcción en 1881, pero las obras no empezarían hasta 1900. Fue encendido por primera vez en 1904 equipándosele con un aparato óptico de 4.º orden. En 1922 se electrifica y se le realizan mejoras y cambios en su maquinaria y óptica en 1982 y 2002. Está considerado como un faro con valor patrimonial y su estado de conservación es bueno.

## Características
El edificio del faro es una torre cilíndrica de sillería de 30 metros de altura anexa a un edificio de una planta. El faro está habitado pero no es visitable.
El faro emite una luz blanca en grupos de dos destello en un ciclo de 10 segundos. Su alcance nominal nocturno es de 20 millas náuticas.